# Chlamydatus saltitans
Chlamydatus saltitans är en insektsart som först beskrevs av Fabricius 1803.  Chlamydatus saltitans ingår i släktet Chlamydatus och familjen ängsskinnbaggar. Arten är reproducerande i Sverige. Inga underarter finns listade i Catalogue of Life.